# 慶應義塾大学大学院経営管理研究科

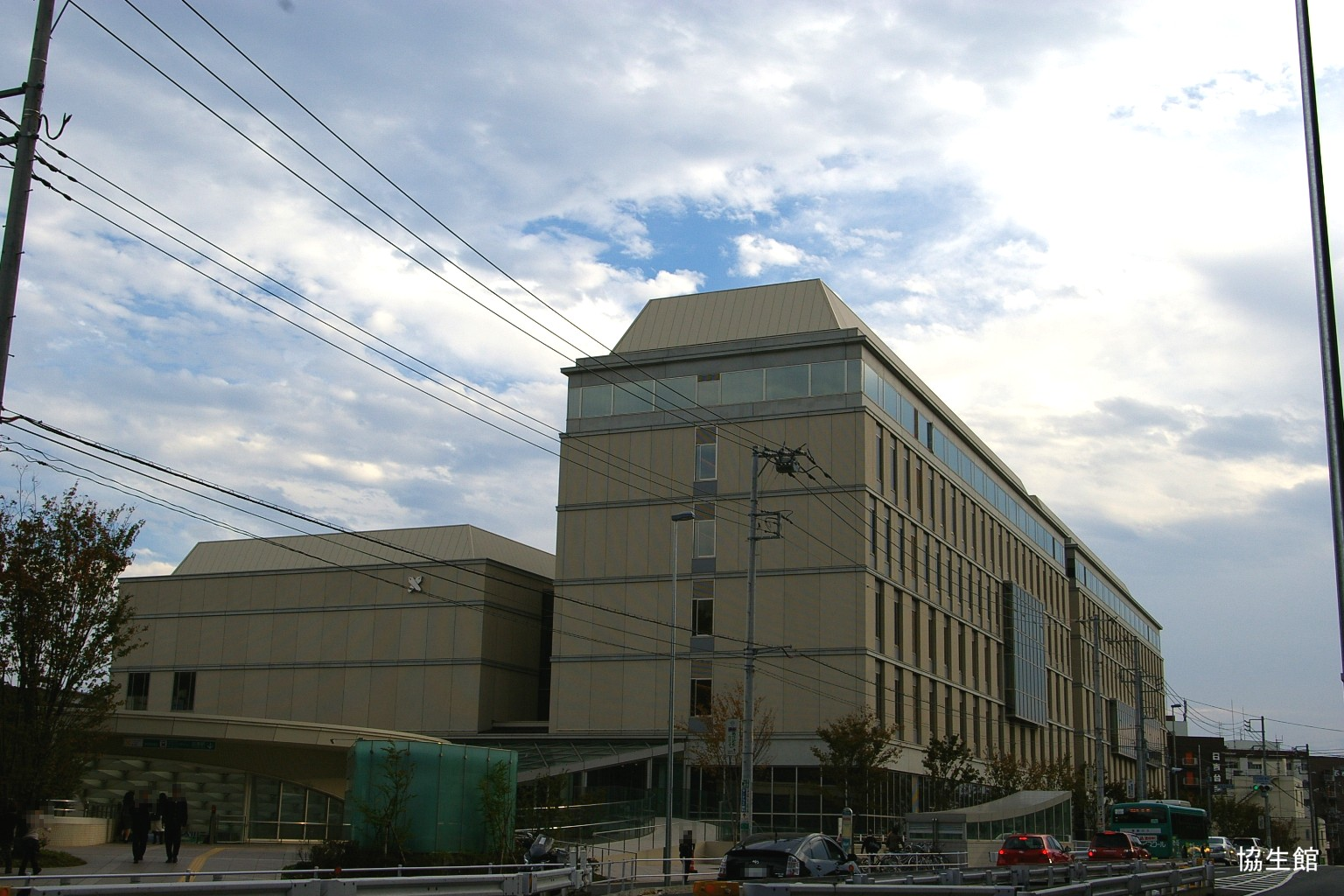
KBS校舎（日吉キャンパス協生館）

慶應義塾大学大学院経営管理研究科（英称：Graduate School of Business Administration, Keio University、略称：KBS）は、慶應義塾大学日吉キャンパス（神奈川県横浜市港北区）に所在する、慶應義塾大学の経営学大学院（ビジネススクール）。別称として慶應義塾大学ビジネス・スクールという名称も用いられる。

## 概要
1962年、慶應義塾大学大学院経営管理研究科（KBS）は、慶應義塾大学産業研究所 (KEO) より分離独立してビジネススクールとして誕生した。KBSは日本で最も歴史のあるビジネススクールである。1969年に1年制プログラムを開始、1978年に日本初の2年制の大学院経営管理研究科（修士課程）として認可を受け、1991年4月には博士課程も設けた。また、学位取得課程である修士課程 (MBA) と博士課程 (Ph.D) の他に、学位を授与しない社会人向けプログラムとしてエグゼクティブセミナー、ISSUEセミナーを開講している。
KBSは米国のハーバード・ビジネス・スクールの協力を得て創立された背景から、現実の企業経営の事例を基に作成されたケースを用いた教育方法であるケース・メソッドを採用している。 
KBSの入試においては、『原則として大学学部卒業生』であれば出身学部は一切問われない。授与される学位は、専門職学位の『経営管理学修士（専門職）』ではなく『修士（経営学）』となっている。
マネジメント教育に関する第三者評価機関による国際認証AACSB（2000年4月）、およびEQUIS（2011年4月）の認証を日本で最初に取得した。ただし、2021年現在、EQUISの認証継続は停止されている。2020年公開の KBS REPORT Vol 18「失われた日本の３０年とKBS」 によると、EQUISは「国際化」を重視し、英語MBAプログラムの新設を求めてきたが、KBSにその設置予定はないとされている。

## 沿革
- 1956年 - 第1回慶應・ハーバード大学高等経営学講座開講
- 1961年 - 第1回経営幹部セミナー開講
- 1962年 - 慶應義塾大学産業研究所 (KEO) よりビジネススクールとして分離設立
- 1963年 - 第1回幹部開発セミナー開講
- 1969年 - 1年制教育課程開講
- 1972年 - 旧校舎完成
- 1978年
  - 大学院経営管理研究科修士課程開設
  - 大学院経営管理研究科附属ビジネス・スクールを設置
- 1979年 - 研究室・事務棟および図書館完成
- 1983年 - 第1回マネジメント・ディベロップメント・プログラム開講
- 1987年 - KBS設立25年記念式典
- 1988年
  - 国際単位交換プログラム発足
  - KBSハウス竣工
- 1990年 - KBSチェアシップ基金制度導入
- 1991年 - 大学院経営管理研究科博士課程開設
- 1996年 - アントルプレナー・スクール開講
- 2000年 - AACSB（国際マネジメント教育協会）会員校に認定
- 2001年 - 週末集中セミナー、ISSUEセミナー、遠隔セミナー開講
- 2008年 - 協生館に移転
- 2009年 - エセック・ビジネススクール、WHU-Otto Beisheim School of Managementとのダブルディグリー・プログラム開始
- 2010年 - 慶應義塾大学・京都大学・神戸大学によるMBA連携の基本合意書の締結
- 2011年
  - 国際認証EQUISを国内初取得
  - HEC経営大学院とのダブルディグリー・プログラム開始
- 2015年 - 職務経験15年以上を対象とする、修士課程Executive MBAプログラム開設

## キャンパスと施設
KBSは慶應義塾創立150年記念事業として2008年に完成した日吉キャンパス内の協生館に位置する。同建物内にはKBSを含む3つの独立大学院のほか、健康、スポーツ文化、実業などの施設がある。協生館内には、3研究科の大学院生が利用できる協生館図書室がある。その蔵書数は7万冊に及び、特に企業関連図書やアニュアル・レポートが充実している。さらに学位取得課程のKBS生は学内6キャンパスの図書館も利用できる。

## 大学院経営管理研究科

### 入試
経営管理専攻として、定員はMBA・EMBA合わせて140名。「一般入試」のほかに「国際プログラム重視入試」「企業派遣者対象入試」がある。（※2019年度から新卒学生選抜制度入試は中止となる）
MBAプログラムは秋期入試と春期入試があり、書類選考合格者対象に2時間の小論文と、面接が課される。
「国際プログラム重視入試」には、出願日から2年以内に受験した試験結果がTOEFLiBT90点以上またはTOEIC860点以上（TOEIC-IPテストは不可）が必要。 
EMBAプログラム入試には、所属する企業、団体等の推薦による出願（出願方式A）と個人の資格による出願（出願方式B）がある。いずれも、書類審査と面接試験があり、出願方式Bでは加えて筆記試験がある。「職務経験15年相当以上」を必要条件とする。

### 修士課程
2年間全日制のMBAプログラムと、「職務経験15年相当以上」を必要条件とする、2年間土曜日中心のExecutive MBA (EMBA) プログラムがある。

#### MBAプログラム
KBSは、単なる経営技術の専門的教育ではなく、企業の進むべき方向を確立し、それの実現に向けて各職務・部門の活動を最高度に発揮させる「総合的管理能力」を育成するための教育、訓練を行う。
修士課程における授業のおよそ3分の2は、講義中心ではなくケース・メソッドで行われる。それは、経営の原理原則だけに依存せず、そこからは予測できない要因も含めて自ら分析し合理的な意思決定を下す訓練をするためとしている。
1年次では、経営学を8つの領域「会計管理」「マーケティング」「経営科学」「組織マネジメント」「経済・社会・企業」「財務管理」「生産政策」「総合経営」に分け、基礎科目、必修科目として全員が学ぶことになる。1年次後半から2年次にかけて、それぞれの教育領域ごとに専門科目が配置され、各学生は、自分に必要な科目を選択して履修する。また、2年次にはいずれかの教員のゼミナールに所属し、1年間をかけて修士論文に取り組む。各ゼミナールの学生は4〜7名程度である。
KBSの入学者は卒業までに500を越えるケースに取り組む。授業では、KBS教員や学生が教員の指導の下に作成した国内外企業の独自ケースと、ハーバード・ビジネススクールを中心とした欧米ビジネススクールのケースの両方が用いられる。KBSには過去40数年の間に開発された1000本を越えるケースが蓄積されており、外部に向けた販売も行っている。
定員100名の一学年が、2クラス、さらに10人程度のグループに分けられる。KBSのケース・メソッド授業は、事前の個人予習を前提としたグループディスカッション、教員がファシリテートするクラスディスカッション、教員による要点の整理と理論の補完のための講義の3点で構成される。1年次は、3回のクラス替えと5回のグループ替えが行われるため、2年生に進級するまでに同学年のほぼ全ての生徒と議論を交わすこととなる。また、約1週間の入学合宿（4月）と2泊3日のビジネス・ゲーム合宿（12月）等がある。
専門科目は多岐に渡り、専任教員のほか、各分野の第一線で活躍するビジネスマン等も外部講師として授業を受け持つ。授業内ゲストスピーカーとして、国内外企業の経営幹部やKBSのOB・OGが登壇することもある。慶應義塾大学大学院理工学研究科との合同授業も行われている。
教員はケース・メソッドの指導能力だけでなく、論文指導の能力が求められる。日本国内のビジネススクールの中では専任教員に占める博士号保有者の割合が高いという特徴がある。
KBSは学部を持たない独立した研究科で、入学者の卒業大学および専攻、国籍、年齢、出身業界はバラエティに富んでいる。修士課程の基本言語は日本語だが、提携校から交換留学生を受け入れる2・3学期には英語科目も開講される。日本語を母語としない入学者には、経営議論ができる程度の高い日本語能力が必要とされる。以前は入学生の9割が数年以上の実務経験者であったが、2020年に公開された KBS REPORT Vol 18「失われた日本の３０年とKBS」によると、近年では留学生あるいは職業経験のない学生がそれぞれ全体の過半を占めるようになっている。
2008年9月にキャンパスを協生館に移転してからは、同じ建物内にある社会人大学院、慶應義塾大学大学院メディアデザイン研究科 (KMD)、同大学院システムデザイン・マネジメント研究科 (SDM) と交流がある。慶應義塾大学大学院では他研究科の授業も履修可能であるため、KBSの学生がKMD、SDMやその他の塾内研究科の授業を受講することや、その逆もある。KMD、SDMとは学生主体の交流イベントも存在する。

#### EMBAプログラム
グローバル化が加速する中で、経営を専門的に学んだ異文化の人たちと対等に交渉・議論できる中核経営人材を育成するプログラムが根本的に不足しているのではないか、との構想の下、2015年度に設立された。
長期的な視点の下、地球規模の視点に立ち、次世代、あるいは次々世代の日本そして世界を先導し、自分の社会生活を充実させていくリーダーの育成を目標としている。
豊富な職務経験を積んだ入学生でも、1年目には基礎領域全8分野のコア科目から、ケースメソッドを通じてもう一度、経営に必要な知識を体系的に学ぶ。こうした学習と、日々の仕事とを両立させながら、学んだ成果をすぐに実践し、一方で日々の仕事で直面する課題を学習に反映できる点にも、EMBAプログラムの特徴がある。
2年目は実際に企業の経営の内部に入り込み、その企業の今後の変革目標や長期戦略を練り、不足点あるいは改善点を調査し、社長や役員に最終提言をプレゼンテーションする科目「国内フィールド」を用意している。この科目は、1年目に学んだ知識を実践的に活用しながら、オンサイトで調査検討を進める過程から、経営実務の問題発見・解決力に加え、実践力や責任感を体得してもらうことを目的としている。また、ビジネスと社会を両立させる視点から、科目「ビジョナリー」や「海外フィールド」を通じて、ビジネスが社会に与えるインパクトを公正に評価し、プラスの価値を長期的に生んでいくようなビジネスを設計・構想し実現できるリーダーを育成している。
50単位取得が修了要件というタフなプログラムとなっている。修了すると修士（経営学） (MBA) が授与される。

### 博士課程
経営管理に関する実務家の養成を目的とした修士課程（MBAコース）と異なり、博士課程は経営に関する研究者・高度の専門家を育成することを目的としている。博士課程では、経営管理に関する専門科目の履修、ケースと呼ばれる教材の作成、事例研究論文を作成して発表する特別実習科目の履修、2つの専攻（主領域と副領域）の専攻、博士論文作成を行う。なお、博士課程は全日制の大学院であり、原則的に週日はキャンパスで授業に出席することが求められる。

### プログラム

#### 国際単位交換プログラム
国際化の進展に伴い、1988年度に海外の定評あるビジネススクールとの間で、国際単位交換プログラムを発足させた。修士課程に在籍するKBS生は選抜の上、2年次の2学期に提携先である世界のトップビジネススクールに留学することができる。毎年15～20名程度の生徒がこの制度によって留学している。また、毎年2学期と3学期に提携校から20名ほどの留学生を受け入れており、KBS生と共に授業に参加している。提携先は2018年現在以下の通りである。
＜北米＞
- カナダ
  - ヨーク大学 en:Schulich School of Business
- アメリカ合衆国
  - ミネソタ大学 カールソンスクール
  - コロンビア・ビジネス・スクール
  - ワシントン大学 en:Foster School of Business
  - デューク大学 en:Fuqua School of Business
  - ノースウェスタン大学 ケロッグ経営大学院
  - インディアナ大学ブルーミントン校 ケリー経営学部
  - ノースカロライナ大学チャペルヒル校 en:UNC Kenan–Flagler Business School
  - ニューヨーク大学 レナード・N・スターン・スクール
  - テキサス大学オースティン校 マコームズ・スクール・オブ・ビジネス
  - ハワイ大学マノア校 en:Shidler College of Business
  - ミシガン大学 en:Ross School of Business
  - ダートマス大学 en:Tuck School of Business
  - en:UC Davis Graduate School of Management
  - シカゴ大学ブース・スクール・オブ・ビジネス
  - ペンシルベニア大学 ウォートン・スクール

＜南米＞
- ブラジル
  - FGV São Paulo

＜アジア・オセアニア＞
- フィリピン
  - en:Asian Institute of Management （フィリピン）
- シンガポール
  - シンガポール国立大学 en:NUS Business School
  - シンガポールマネージメント大学
- タイ
  - チュラーロンコーン大学 サシン経営大学院
- 台湾
  - 国立台湾大学管理学部
- 韓国
  - KAIST（韓国科学技術上級大学）経営学部
  - 延世大学校経営専門大学院
- 中国
  - 上海交通大学 安泰経済与管理学院
  - 清華大学 経済管理学院
  - 復旦大学 管理学院
- インド
  - en:Indian Institute of Management Ahmedabad
  - インド経営大学院バンガロール校
- オーストラリア
  - ニューサウスウェールズ大学 en:Australian Graduate School of Management

＜欧州＞
- フランス
  - HEC経営大学院
  - EMLYON経営大学院
  - エセック・ビジネススクール
  - en:NEOMA Business School
- ドイツ
  - en:NEOMA Business School
  - ミュンヘン工科大学付属ビジネススクール
  - マンハイムビジネススクール
  - en:WHU-Otto Beisheim School of Management
- イタリア
  - en:SDA Bocconi School of Management
- オランダ
  - en:TU Delft Faculty of Technology, Policy and Management
  - en:Rotterdam School of Management, Erasmus University
- スペイン
  - en:Norwegian School of Economics
  - ラモン・リュイ大学 ESADE
  - IE ビジネススクール
  - IESE
- ベルギー
  - en:Solvay Brussels School of Economics and Management
- デンマーク
  - en:Copenhagen Business School

＜中東＞
- イスラエル
  - テルアビブ大学 Coller School of Management

＜アフリカ＞
- 南アフリカ共和国
  - en: University of the Witwatersrand Wits Business School

#### ダブルディグリー・プログラム
グローバルに活躍できるビジネス・リーダー育成の本格的なプログラムとして、2009年度よりダブルディグリー・プログラムも開始した。ダブルディグリー・プログラムは、KBSと提携校で1年ずつ学び、2年（WHUとのプログラムは計2年半）で両校の正規卒業生として計2つのMBAが授与されるプログラムである。2009年度より開始された。提携校は、2018年現在以下の通りである。
- フランス
  - エセック・ビジネススクール
  - HEC経営大学院
- ドイツ
  - Otto Beisheim School of Management (WHU)

#### デュアル・ディグリープログラム
医学研究科
慶應義塾大学大学院医学研究科との間で、ビジネスと医学双方に通じた人材を育成することを目的としてつくられたプログラム。両研究科に設置された共通科目を履修することにより、修士（経営学）取得後最短1年で修士（医科学）が授与される。
薬学研究科
慶應義塾大学薬学部を卒業した者が本制度により同大学院薬学研究科に入学した場合、最短で1年間で修士（薬科学）を修了し、計3年間で2つの学位を取得できるプログラム。
健康マネジメント研究科
経営管理研究科の学生で、保健・医療・福祉の分野で2年以上の実務経験のある者（新卒者は除く）が、本制度により経営管理研究科修了後引続いて健康マネジメント研究科に入学した場合、最短1年間で健康マネジメント研究科（修士（公衆衛生学））を修了することができるプログラム。

#### MBA協定
- 慶應義塾大学・京都大学・神戸大学によるMBA連携[6]

2010年に、京都大学経営管理大学院、神戸大学大学院経営学研究科との3校の間でMBA連携協定を締結している。「三大学連携による新教材開発や学生交流を通じて、高度経営人材育成に関する教育システムの向上を図っていきたい。」としている。

## 慶應義塾大学ビジネス・スクール
慶應義塾大学ビジネス・スクールは、学位を授与しない社会人向けプログラムであるエグゼクティブセミナー、ISSUEセミナーを開講する。

### エグゼクティブセミナー
短期間集中の全日制のプログラムである。エグゼクティブセミナーでは、教育対象者によって期間の異なる以下の3つのプログラムが開講されている。
- 高等経営学講座：トップ・マネジメントの育成と再訓練を目的とした9日間のセミナー
- 経営幹部セミナー：ミドルマネージャーの経営管理能力の向上を目的とした2週間のセミナー

### 週末集中セミナー
土曜日3回で集中的に開講し、2年間で経営教育の主要8領域をカバーする。単独コースのみの受講も可能。初受講年度から4年以内に基本8分野の全科目を履修した受講生に修了証が授与される。
開講コース（2018-2019年度開講予定コースより）
- 経営戦略集中コース
- 生産システム革新集中コース
- マーケティング集中コース
- 革新的組織マネジメント集中コース

- 意思決定とマネジメントシステム集中コース
- 会計管理集中コース
- ヘルスケアポリシー&マネジメント集中コース
- 財務戦略集中コース

### ISSUEセミナー
本研究科が開校以来一貫して教授法の中心に据えているケースメソッド授業での教え方を実践的に学ぶための「ケースメソッド教授法セミナー」を開講している。

## 経営管理研究科委員長・校長
- 中村 洋

## 主な修了生（Executive MBA含む）
修了生数は、修士（経営学） (MBA, EMBA)、博士（経営学） (Ph.D) の合計で約3900名（2018年3月現在）。
（五十音順）
- 李在鎔：サムスン電子会長[7]
- 磯辺剛彦：慶應義塾大学大学院経営管理研究科教授
- 伊藤雄夫：イトウ製菓代表取締役社長
- 牛尾奈緒美：明治大学情報コミュニケーション学部教授
- 内田和成：元ボストン・コンサルティング・グループ日本代表、早稲田大学商学学術院教授
- 梅田一郎：ファイザー代表取締役社長
- 遠藤修：SMBCフレンド証券代表取締役社長、元三井住友銀行副頭取
- 遠藤久夫：国立社会保障・人口問題研究所所長
- 大久保泉：フォーラムエンジニアリング社長
- 岡田正大：慶應義塾大学大学院経営管理研究科教授
- 加藤雄彦：仙台育英学園高等学校理事長・校長
- 加藤哲夫：岡三証券代表取締役社長
- 兼松孝次：銀座かねまつ代表取締役社長
- 河野哲也：バークレイズ・キャピタル証券副会長兼投資銀行部門長（元JPモルガン証券日本代表取締役社長、アジア太平洋地域副会長）
- 河原成昭：ローソン上級執行役員社長補佐兼九九プラス代表取締役副社長
- 川俣喜昭：モルガン・スタンレーMUFG証券取締役会長
- 小林喜一郎：慶應義塾大学大学院経営管理研究科教授
- 坂爪裕：慶應義塾大学大学院経営管理研究科教授
- 笹沼泰助：アドバンテッジ パートナーズ代表パートナー
- 佐藤圭一：ブランディング・ディレクター、コンサルタント
- 柴田裕：キーコーヒー代表取締役社長
- 首藤明敏：博報堂ブランドコンサルティング代表取締役社長
- 白貝敏夫：金融システム総合研究所代表取締役社長
- 辛坊正記：元住友ファイナンスエイシア社長
- 杉田浩章：ボストン・コンサルティング・グループシニア・パートナー&マネージング・ディレクター・オブ・ジャパン（日本オフィス統括責任者）
- 杉山大輔：クオンタムリープ株式会社　執行役社長
- 住野公一：オートバックスセブン相談役（元代表取締役CEO）
- 曽根一興：森トラスト顧問、コンラッド東京元代表取締役社長
- 高田朝子：法政大学大学院イノベーション・マネジメント研究科教授
- 竹内伸一：ケースメソッド教育研究所代表取締役
- 竹田陽子：横浜国立大学大学院環境情報研究科教授
- 田中伸一：グッチ・グループジャパン元社長
- 谷本肇：テネクス株式会社代表取締役社長、Abalance創業者
- 田村耕太郎：前参議院議員
- 出口宣夫：エーザイ代表執行役副社長
- 中野祥三郎：キッコーマン常務執行役員経営企画室長兼事業開発部長
- 中村龍男：大阪厚生信用金庫理事長
- 永易克典：三菱東京UFJ銀行代表取締役頭取
- 根来龍之：早稲田大学商学学術院教授
- 野並直文：崎陽軒取締役社長
- 蓮見敏男：富士ソフト取締役副会長
- 福本ともみ：サントリーホール支配人
- 藤重貞慶：ライオン代表取締役社長
- 堀雅寿：ポッカコーポレーション代表取締役会長
- 牧野成史：香港中文大学工商管理学系教授
- 町田潔：ウチダスペクトラム社長
- 宮崎正宣：文明堂東京代表取締役会長
- 森田隆和：参天製薬代表取締役会長
- 森本道子：スウォッチ・グループジャパン オメガ事業本部長
- 矢吹雄平：岡山大学大学院社会文化科学研究科教授
- 矢部謙介：中京大学国際学部教授
- 山石昌孝：横浜ゴム代表取締役社長
- 山田邦雄：ロート製薬代表取締役会長兼CEO
- 山田英夫：早稲田大学ビジネススクール教授
- 山根節：慶應義塾大学大学院経営管理研究科教授
- 横田絵理：慶應義塾大学商学部教授
- 余田拓郎：慶應義塾大学大学院経営管理研究科教授